# Élections régionales de 1996 dans les Açores
Les élections régionales de 1996 (en portugais : Eleições legislativas regionais nos Açores em 1996) se sont tenues le 13 octobre 1996 dans les Açores afin d'élire les 52 députés de l'Assemblée législative.

## Résultats
| Partis                   | Partis                                   | Voix    | %     | Sièges | +/-           |
| ------------------------ | ---------------------------------------- | ------- | ----- | ------ | ------------- |
|                          | Parti socialiste (PS)                    | 51 906  | 45,82 | 24     | 3             |
|                          | Parti social-démocrate (PPD/PSD)         | 46 449  | 41,00 | 24     | 4             |
|                          | CDS – Parti populaire (CDS-PP)           | 8 346   | 7,37  | 3      | Nv.           |
|                          | Coalition démocratique unitaire (CDU)    | 3 940   | 3,48  | 1      | en stagnation |
|                          | Union démocratique populaire (UDP)       | 983     | 0,87  | 0      | Nv.           |
|                          | Parti démocratique de l'Atlantique (PDA) | 340     | 0,30  | 0      | en stagnation |
|                          | Votes blancs                             | 705     | 0,62  |        |               |
|                          | Votes nuls                               | 624     | 0,55  |        |               |
|                          |                                          |         |       |        |               |
| Total                    | Total                                    | 113 293 | 100   | 52     | 1             |
| Abstentions              | Abstentions                              | 78 184  | 40,83 |        |               |
| Inscrits / participation | Inscrits / participation                 | 191 477 | 59,17 |        |               |